# Ormes (Loiret)
Ormes ist eine französische Gemeinde mit 4341 Einwohnern (Stand: 1. Januar 2022) im Département Loiret in der Region Centre-Val de Loire. Die Gemeinde gehört zum Arrondissement Orléans und ist Teil des Kantons Orléans-3. Die Einwohner heißen Ormois.

## Geografie
Ormes liegt etwa acht Kilometer nordöstlich von Orléans im Loiretal nördlich des Flusses. Umgeben wird Ormes von den Nachbargemeinden Boulay-les-Barres im Norden und Nordwesten, Gidy im Nordosten, Saran im Osten und Südosten, Ingré im Süden sowie Bucy-Saint-Liphard im Westen.
Durch die Gemeinde führen die früheren Route nationale 155 und 157.

## Bevölkerungsentwicklung
| Jahr      | 1962 | 1968 | 1975 | 1982 | 1990 | 1999 | 2011 | 2018 |
| Einwohner | 735  | 799  | 1062 | 1272 | 2291 | 3053 | 3532 | 4150 |

## Sehenswürdigkeiten
- Kirche Notre-Dame de la Nativité, nach dem gotischen Stil des 13. Jahrhunderts im 19. Jahrhundert erbaut
- Schloss Riffaudière aus dem 18. Jahrhundert
- Schloss Montaigu aus dem 19. Jahrhundert

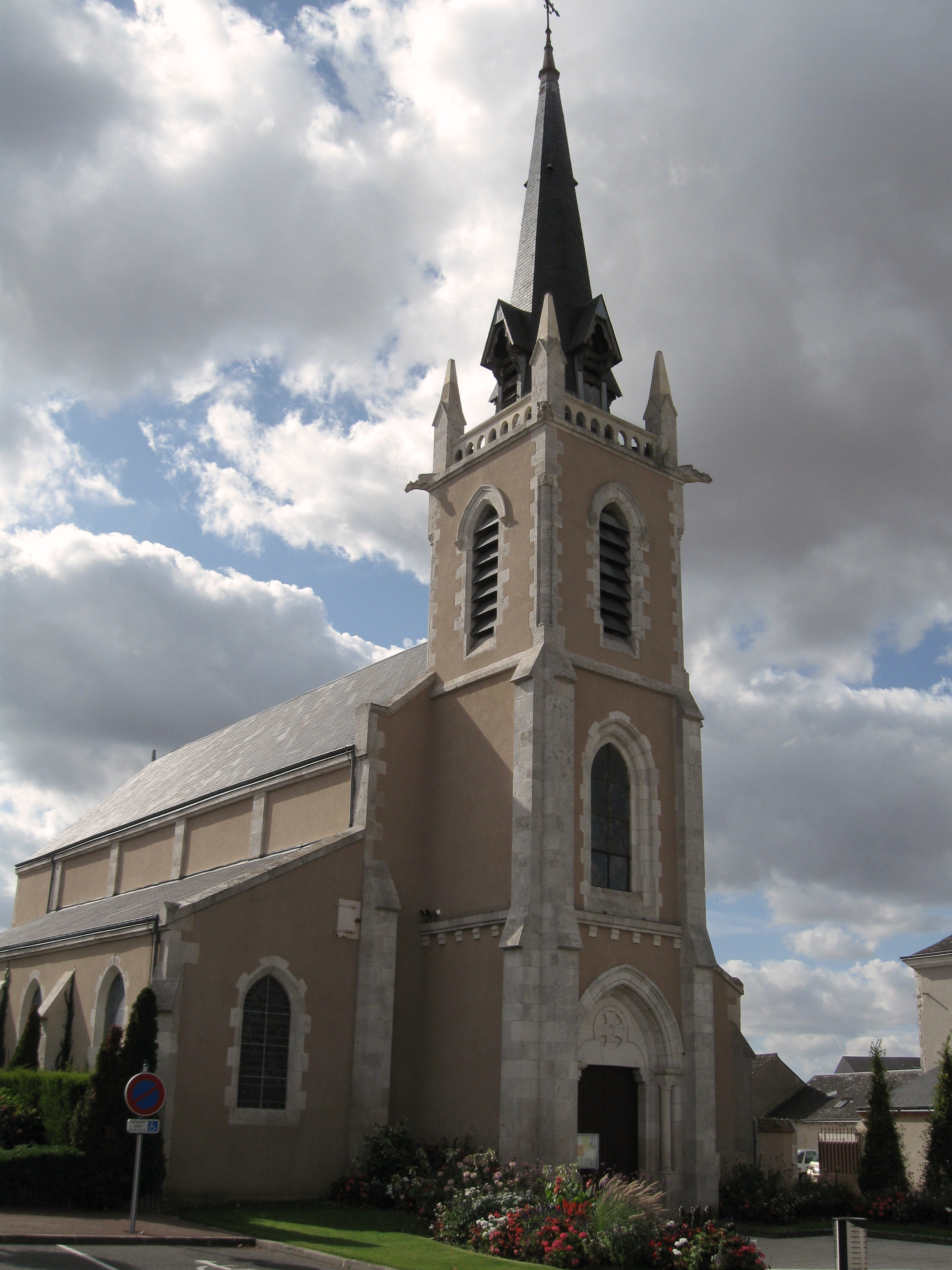
Kirche Notre-Dame

## Wirtschaft
In dem Industriegebiet Pôle 45 sind zahlreiche Logistik-, Agrarmaschinen-, Technologie- und Kosmetikunternehmen angesiedelt (u. a. der französische Umschlagplatz von Amazon). 

## Trivia
In Ormes befindet sich eine Emmaus-Gemeinde.

## Persönlichkeiten
- Franz Ritter von Will (1830–1912), bayerischer Artillerie-General, wurde für sein entschlossenes Verhalten, am 11. Oktober 1870, im Gefecht bei Ormes (Anschlusskämpfe an das Gefecht bei Artenay), geadelt und mit dem bayerischen Militär-Max-Joseph-Orden ausgezeichnet.